# Кикаи језик
Кикаи језик (ISO 639-3: kzg) језик северне амами-окинава подгрупе, шире рјукјуанске групе, јапанска породица, којим говори непознат број људи, углавном старије доби (укупно етничких 13.066; 2000) становника острва Кикаи у Јапану.
Особе млађе од 20 година монолингуалне су на јапанском (1989 Т. Фукуда). Дијалект: оноцу.